# Taiwan Relations Act
Il Taiwan Relations Act of 1979 (conosciuto semplicemente come Taiwan Relations Act o con il suo acronimo T.R.A., traducibile in italiano come “Legge sulle Relazioni con Taiwan”), è una legge federale statunitense, approvata da entrambe le camere del Congresso degli Stati Uniti fra il 13 e il 14 marzo 1979 e controfirmata dal presidente statunitense Jimmy Carter il 10 aprile dello stesso anno. 
Essa prevede una serie di disposizioni in merito ai rapporti in ambito culturale, commerciale, diplomatico, strategico, militare e difensivo, nonché in molti altri aspetti, fra gli Stati Uniti e la non-riconosciuta Repubblica di Cina, (conosciuta anche come “Taiwan”, “Cina Nazionalista”, o “Formosa” per separarla dalla Repubblica Popolare Cinese, detta anche “Cina Popolare”). La legge è una delle basi della famosa Ambiguità strategica statunitense.

## Contesto
Nel 1978, in seguito al protrarsi della Crisi sino-sovietica (iniziata fra il 1956 e il 1959 e terminata solo nel 1991), l'amministrazione del Partito Comunista Cinese (PCC) della giovane Repubblica popolare affermò di essere in un "fronte unito" con gli Stati Uniti, il Giappone e l'Europa occidentale contro i sovietici, stabilendo quindi relazioni diplomatiche con i primi nell’ambito di una “normalizzazione diplomatica” completatasi nel 1979. Il PCC sostenne anche le azioni americane dell' “Operazione Cyclone” nell'Afghanistan socialista in risposta all’Invasione sovietica del Paese, ampiamente osteggiata. La Cina, inoltre, rase al suolo una spedizione militare contro il Vietnam, il principale antagonista americano nel sud-est asiatico.
In cambio di questa considerazione da parte del PCC, l'Amministrazione Carter ha annullato il Trattato di mutua difesa sino-americano (SAMDT) con la Repubblica di Cina (RDC), stabilendo piene relazioni diplomatiche con la Cina popolare e rigettando, almeno pubblicamente, le relazioni con Taiwan, che rimasero, tuttavia, insieme al sostegno verso quest’ultima, “implicite” e “nascoste”.
Il governo della RDC ha, dunque, mobilitato la sua lobby etnica negli Stati Uniti per fare pressioni sul Congresso per il rapido passaggio di una garanzia di sicurezza americana per l'isola, facendo appello riguardo a molti fronti: il sentimento anticomunista della Repubblica di Cina, una storia condivisa in tempo di guerra con quest’ultima, le violazioni dei diritti umani di Pechino e la sua riduzione delle libertà religiose.
In seguito a tali pressioni, il senatore Barry Goldwater e altri membri del Congresso hanno contestato il diritto del presidente Jimmy Carter di annullare unilateralmente il SAMDT (che gli Stati Uniti avevano firmato e ratificato con la RDC fra il 1954 e il 1955), portando il caso fino alla Corte Suprema, e sostenendo che il Presidente, non avendo l'approvazione del Senato per intraprendere tale azione di cessazione, ai sensi dell'articolo II, sezione II della Costituzione degli Stati Uniti, avesse agito al di là dei poteri del suo ufficio. Tuttavia, nonostante gli sforzi, il caso “Goldwater v. Carter”, è stato alla fine respinto come “ingiudicabile” (in quanto, secondo la maggioranza dei giudici, il Congresso non si era effettivamente opposto al Presidente e dunque non esisteva alcun conflitto di interessi da risolvere), lasciando aperta la questione costituzionale riguardante l'autorità di un presidente di ripudiare o respingere unilateralmente un trattato.
La legge in questione è, in seguito, stata approvata da entrambe le camere del Congresso e firmata dal presidente Carter nel 1979 dopo la rottura delle relazioni tra gli Stati Uniti e la RDC. Il Congresso ha respinto la bozza proposta dal Dipartimento di Stato e l'ha sostituita con un linguaggio ambiguo che è rimasto in vigore dal 1979, anno in cui è entrata in vigore.

## Scopo e disposizioni
Il T.R.A. ha lo scopo di mantenere relazioni commerciali, culturali e di altro tipo attraverso le relazioni non ufficiali sotto forma di una società senza scopo di lucro costituita secondo le leggi del Distretto di Columbia - l'American Institute in Taiwan (AIT) - senza rappresentanza ufficiale del governo e senza relazioni diplomatiche formali.

### Definizione di Taiwan
L'atto non riconosce la terminologia di "Repubblica di Cina" dopo il 1º gennaio 1979, ma usa la terminologia delle "autorità governative su Taiwan". Geograficamente parlando e seguendo il contenuto simile nel precedente trattato di difesa del 1955, definisce il termine "Taiwan" per includere, a seconda del contesto, l'isola di Taiwan (l'isola principale) e i Pescadores (Isole Penghu). Delle altre isole o arcipelaghi sotto il controllo della Repubblica di Cina, Kinmen, Matsu, ecc., Sono lasciati al di fuori della definizione di Taiwan.

### Relazioni diplomatiche di fatto
L'atto autorizza le relazioni diplomatiche de facto con le autorità governative conferendo poteri speciali all'AIT al livello in cui è l'ambasciata de facto e afferma che qualsiasi accordo internazionale stipulato tra la RDC e gli Stati Uniti prima del 1979 è ancora valido se non diversamente risolto. Un accordo che è stato risolto unilateralmente dal presidente Jimmy Carter al momento dell'instaurazione di relazioni con la RPC è stato il Trattato di mutua difesa sino-americano.
Il T.R.A prevede che Taiwan sia trattata secondo le leggi statunitensi allo stesso modo di "paesi stranieri, nazioni, stati, governi o entità simili", trattando così la Repubblica di Cina come un'equivalente entità statale straniero sub-sovrano. L'atto prevede che per la maggior parte degli scopi pratici del governo degli Stati Uniti, l'assenza di relazioni diplomatiche e riconoscimento non abbia alcun effetto.

### Disposizioni militari
Il T.R.A. non garantisce che gli Stati Uniti intervengano militarmente se la RPC dovesse attaccare o invadere Taiwan, né la esclude, poiché il suo scopo principale è garantire che la politica di Taiwan degli Stati Uniti non venga modificata unilateralmente dal presidente e garantire che qualsiasi decisione di difendere Taiwan sia presa con il consenso del Congresso. L'atto afferma che "gli Stati Uniti metteranno a disposizione di Taiwan gli articoli di difesa e i servizi di difesa nella quantità necessaria per consentire a Taiwan di mantenere sufficienti capacità di autodifesa" e "manterranno la capacità degli Stati Uniti di resistere a qualsiasi ricorso alla forza o ad altre forme di coercizione che metterebbero a repentaglio la sicurezza, o il sistema sociale o economico". Tuttavia, la decisione sulla natura e la quantità di servizi di difesa che l'America fornirà a Taiwan deve essere determinata dal Presidente e dal Congresso. La politica americana è stata, per questo, definita con il termine "ambiguità strategica" ed è progettata per dissuadere Taiwan da una dichiarazione unilaterale di indipendenza e per dissuadere la RPC dall'unificare unilateralmente Taiwan con la RPC.
La T.R.A. stabilisce inoltre che gli Stati Uniti "considereranno qualsiasi sforzo per determinare il futuro di Taiwan con mezzi diversi da quelli pacifici, anche mediante boicottaggi o embarghi, una minaccia per la pace e la sicurezza dell'area del Pacifico occidentale e di grave preoccupazione per gli Stati Uniti".
Il T.R.A. richiede agli Stati Uniti anche di avere una politica atta a "fornire a Taiwan armi di carattere difensivo" ed a "mantenere la capacità degli Stati Uniti di resistere a qualsiasi ricorso alla forza o ad altre forme di coercizione che metterebbero a repentaglio la sicurezza, o il sistema sociale o economico, del popolo di Taiwan".
Le successive amministrazioni statunitensi hanno, quindi, regolarmente venduto armi a Taiwan in conformità con il T.R.A. nonostante le richieste della RPC che gli Stati Uniti seguissero i tre comunicati congiunti legalmente non vincolanti e la proclamata politica di “una sola Cina” del governo degli Stati Uniti.